# Saroo Brierley
Saroo Brierley, nato Sheru Munshi Khan (Khandwa, 22 maggio 1981), è uno scrittore indiano naturalizzato australiano.
All'età di cinque anni si perse a Calcutta, a circa 1 600 chilometri da casa, e fu in seguito adottato da una famiglia australiana; solo 25 anni dopo è riuscito a ritrovare la sua madre biologica e ha poi raccontato la sua storia nel libro La lunga strada per tornare a casa, da cui è stato tratto il film Lion - La strada verso casa.

## Biografia
Saroo è nato nel 1981 a Ganesh Talai, un sobborgo di Khandwa, nel Madhya Pradesh. Quando era bambino, suo padre lasciò sua madre per un'altra donna, gettando la famiglia nella povertà e costringendo quindi la madre a lavorare come bracciante a trasportare pietre e i figli a chiedere l'elemosina o a rimediare lavori occasionali. Oltre alla madre, Kamla Munshi, Saroo viveva con i fratelli maggiori Guddu e Kallu e la sorella Shekila.
Nel 1986, una sera Guddu (che aveva 14 anni) prese il treno per Burhanpur, una città a 70 chilometri a sud, e, dietro insistenza di Saroo, portò con sé anche il fratellino: arrivati a Burhanpur, Saroo si addormentò su una panchina della banchina mentre Guddu raggiungeva il posto di lavoro. Al suo risveglio Saroo non trovò più Guddu e, cercandolo, salì su un treno parcheggiato nella stazione, dove si riaddormentò: al suo risveglio, il treno stava viaggiando e le porte della carrozza erano bloccate, così che Saroo riusci a scendere dal treno solo una volta giunto alla stazione di Howrah, la più grande stazione ferroviaria indiana, alle porte di Calcutta, nel Bengala Occidentale, a oltre 1 200 chilometri in linea d'aria e quasi 1 600 chilometri di strada da casa. Nella stessa notte, invece, Guddu fu investito e ucciso da un treno a circa un chilometro dalla stazione di Burhanpur.
Saroo non parlava la lingua di Calcutta (che è il bengali e non l'hindi parlato nel Madhya Pradesh), non sapeva leggere, né conosceva il suo cognome o la sua città d'origine (che pronunciava erroneamente "Ganestalay" al posto di "Ganesh Talai"); tentò di tornare a casa imbarcandosi su treni diversi, ma si rivelarono essere treni suburbani, che tornavano sempre a Howrah. Visse dapprima nei pressi della stazione, recuperando avanzi di cibo per la strada e dormendo sulle panchine, poi come un senzatetto nelle strade di Calcutta, e infine fuggì da un uomo che gli aveva offerto vitto e alloggio, ma con probabili cattive intenzioni. Fu portato a una stazione di polizia, che lo mandò in un centro governativo per bambini abbandonati: dopo qualche settimana, fu trasferito alla Società indiana per la sponsorizzazione e l'adozione, che tentò senza successo di localizzare la sua famiglia, non avendo abbastanza informazioni e non potendo sapere che fosse così lontana. Nel 1987, fu quindi adottato dalla famiglia australiana Brierley, che viveva a Hobart, in Tasmania.
Nel frattempo la madre cercò i suoi due figli e dopo alcune settimane dalla loro scomparsa, fu informata dalla polizia del ritrovamento del corpo di Guddu; poiché il corpo di Saroo non era stato trovato, Kamla continuò la sua ricerca, viaggiando a lungo in treno, senza successo, per cercarlo nei paesi vicini.
Saroo crebbe a Hobart (insieme a un fratello adottivo, un altro ragazzo indiano di nome Mantosh), imparò l'inglese e dimenticò l'hindi. Studiò quindi economia e hotel management presso la Angliss International Hotel School di Canberra.
Da adulto, iniziò a condurre ricerche sulla sua città natale, stimando la possibile distanza della sua stazione di partenza rispetto a Howrah (stimando 17 ore di viaggio in treno, aveva calcolato circa 1 400 chilometri), affidandosi ai vaghi ricordi che aveva e usando le immagini satellitari da Google Earth per cercare di identificare la stazione corretta. Nel 2011, infine, riuscì a identificare la stazione di Burhanpur e a trovare la città di Khandwa, di cui non ricordava il nome, ma che conteneva elementi riconoscibili, come una diga e una fontana vicino ai binari del treno dove era solito giocare. Contattò quindi un gruppo su Facebook denominato "My Hometown is Khandwa", in cui fece alcune domande sulla città per confermare la sua ipotesi.
Nel 2012 Saroo si è quindi recato a Khandwa e, facendo domande e mostrando fotografie di se stesso da bambino, è riuscito infine,  il 12 febbraio di quell'anno, dopo oltre 25 anni dalla sua scomparsa, a ritrovare la madre biologica, la sorella e il fratello superstite.
Nel 2013, Saroo ha pubblicato il libro La lunga strada per tornare a casa (A Long Way Home), in cui descrive la sua scomparsa, il suo calvario, l'adozione e la ricerca della sua famiglia indiana. Nel 2016 dal libro è stato tratto il film Lion - La strada verso casa, in cui tra gli interpreti compaiono Dev Patel nei panni di Saroo e Nicole Kidman nei panni della mamma adottiva australiana.

## Opere
- (EN) Saroo Brierley e Larry Buttrose, A Long Way Home, Viking Australia, 2013, ISBN 978-0670077045.
  -  Saroo Brierley e Larry Buttrose, La lunga strada per tornare a casa, traduzione di Anita Taroni, Milano, Fabbri, 2014, ISBN 978-88-915-0716-7.